# Riserva naturale Incisioni rupestri di Ceto, Cimbergo e Paspardo
La riserva naturale Incisioni rupestri di Ceto, Cimbergo e Paspardo è un'area naturale protetta posizionata sul versante orientale della media Val Camonica in provincia di Brescia e si sviluppa attraverso i tre comuni di Ceto, Cimbergo e Paspardo.

## Informazioni
È stata istituita dalla Regione Lombardia come area naturale protetta nel 1988, sebbene già segnalata come biotopo dal 1977. La gestione è affidata all'Ente di diritto pubblico Riserva naturale Incisioni rupestri di Ceto, Cimbergo e Paspardo. L'Ente è amministrato da due organi: la Comunità della Riserva, che comprende i tre sindaci (o loro delegati) dei comuni che la compongono, e dal Consiglio di Gestione, composto di cinque membri tra i quali il rappresentante della Regione Lombardia, che si occupa dell'ordinaria amministrazione.
La Riserva è una vasta area naturale protetta, in gran parte boschiva, che si estende per circa 290 ha. Al suo interno conserva almeno 420 superfici rocciose riportanti incisioni rupestri, dichiarati Patrimonio dell'umanità dall'UNESCO nel 1979.
La riserva è stata istituita dalla Regione Lombardia nel 1983 su indicazione dei tre comuni interessati. Nel 2011 è stato sottoposto a revisione il suo statuto che ha trasformato l'ente gestore Consorzio in Ente di diritto pubblico.

## Natura e cultura

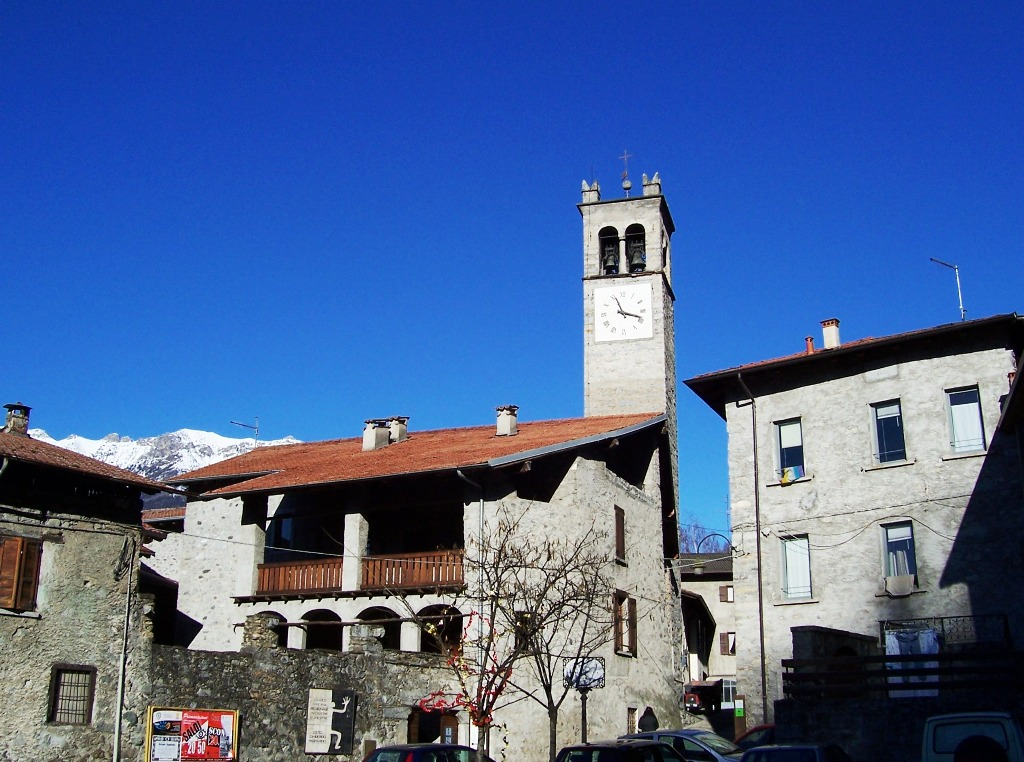
Il complesso del Museo didattico della Riserva naturale Incisioni rupestri di Ceto, Cimbergo e Paspardo

Nella riserva le specie spontanee sono state largamente sostituite da specie introdotte. Le formazioni boschive prevalgono all'interno dell'area: buona parte del territorio è costituito cerro, tiglio e acero, cui si sovrappongono castagneti e formazioni boschive a betulla e nocciolo.
Le iscrizioni rupestri presenti nel territorio della riserva, individuate nel 1975, risalgono a un periodo compreso tra il V millennio a.C. e l'Età Moderna (fino al XX secolo). Ritenute particolarmente significative le iscrizioni dell'Età del Bronzo (II millennio a.C.) e quelle del periodo di influenza etrusca.

## Percorsi

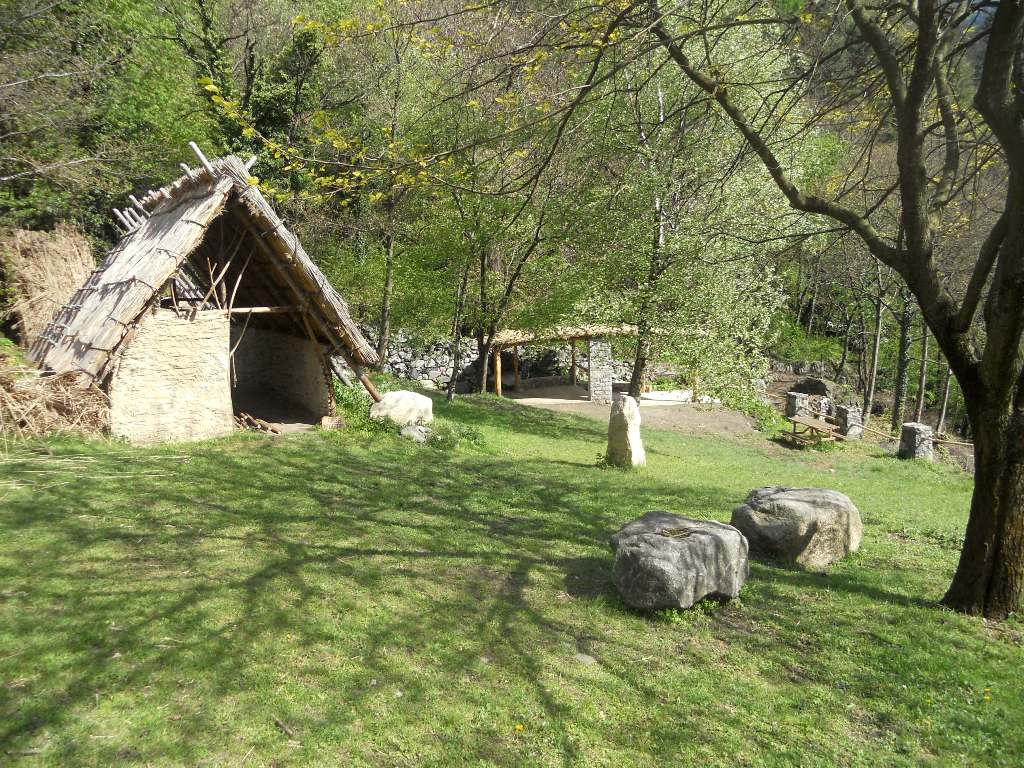
Area didattica e laboratori al Villaggio Preistorico

L'accesso privilegiato alla Riserva è presso il Museo didattico che sorge nel comune di Ceto, frazione Nadro, all'interno di un antico complesso del XVI secolo. Sono qui presenti delle sale espositive con ricostruzioni, pannelli, librerie dedicate all'arte rupestre della Valle Camonica.
I percorsi di visita sono molteplici, i principali sono:
- Ceto: Area di Foppe di Nadro
- Cimbergo: Area di Campanine
- Paspardo: Area di Plas, In Vall, Sottolaiolo

La Riserva è percorsa da sentieri sterrati e strade agro-silvo-pastorali.
Presso l'area di Foppe di Nadro si può visitare il Villaggio Preistorico, con ricostruzione di riparo mesolitico, capanna neolitica e abitazione alpina dell'età del ferro.
All'interno dei boschi della Riserva si trovano delle baite ristrutturate denominate Foresterie che consentono l'alloggio di turisti.

## Galleria d'immagini

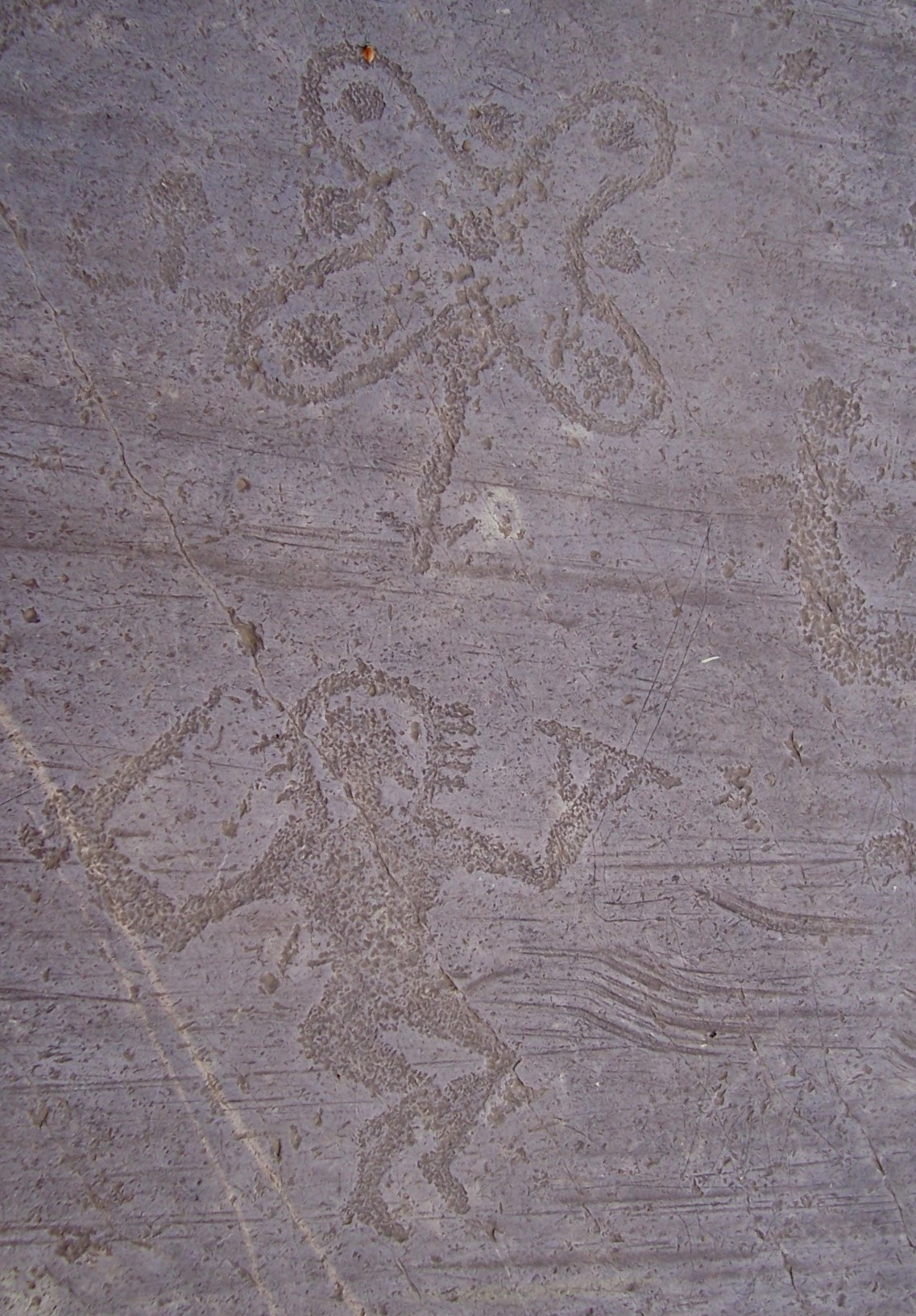
Rosa camuna e "astronauta". Area di Foppe, R. 24
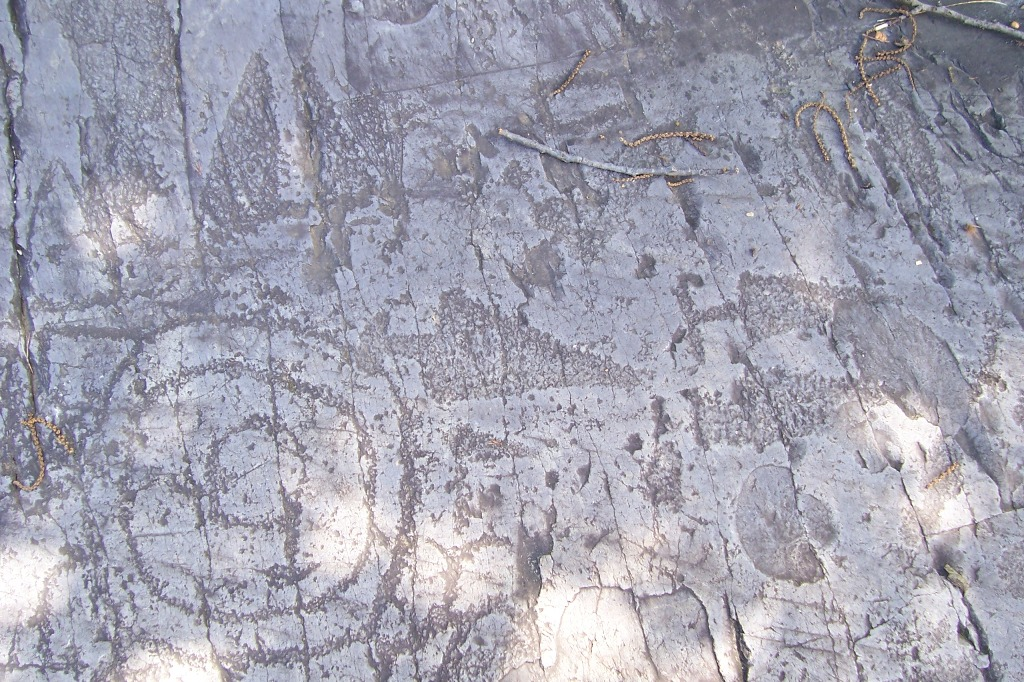
Incisione di pugnali "tipo Remedello". Area di Foppe, R. 4
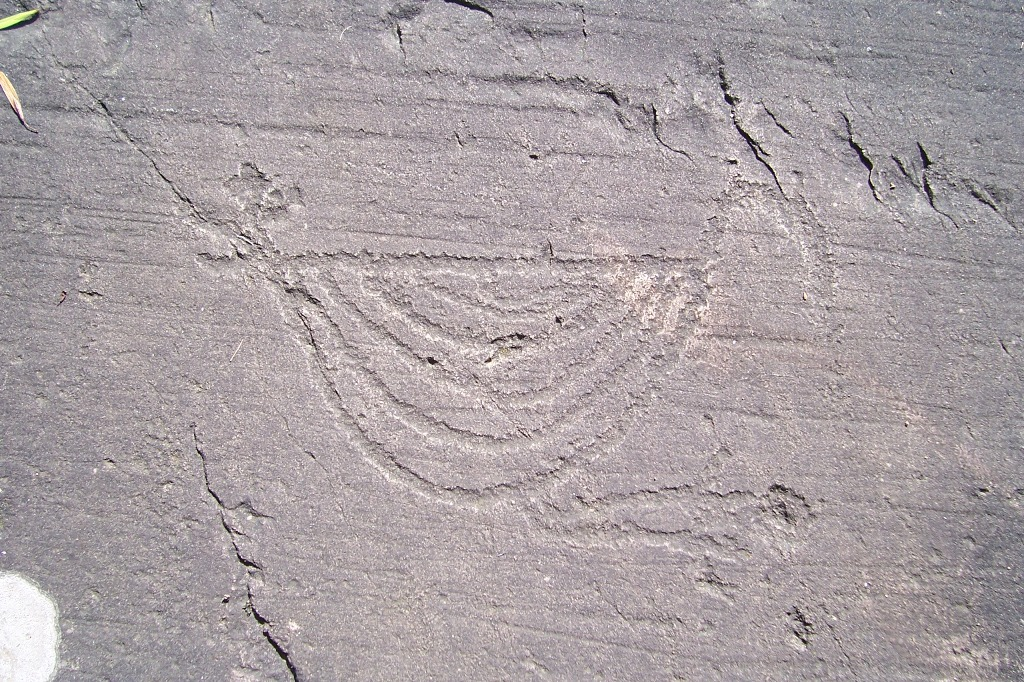
Figura di uccello rapace. Area di Foppe, R. 5
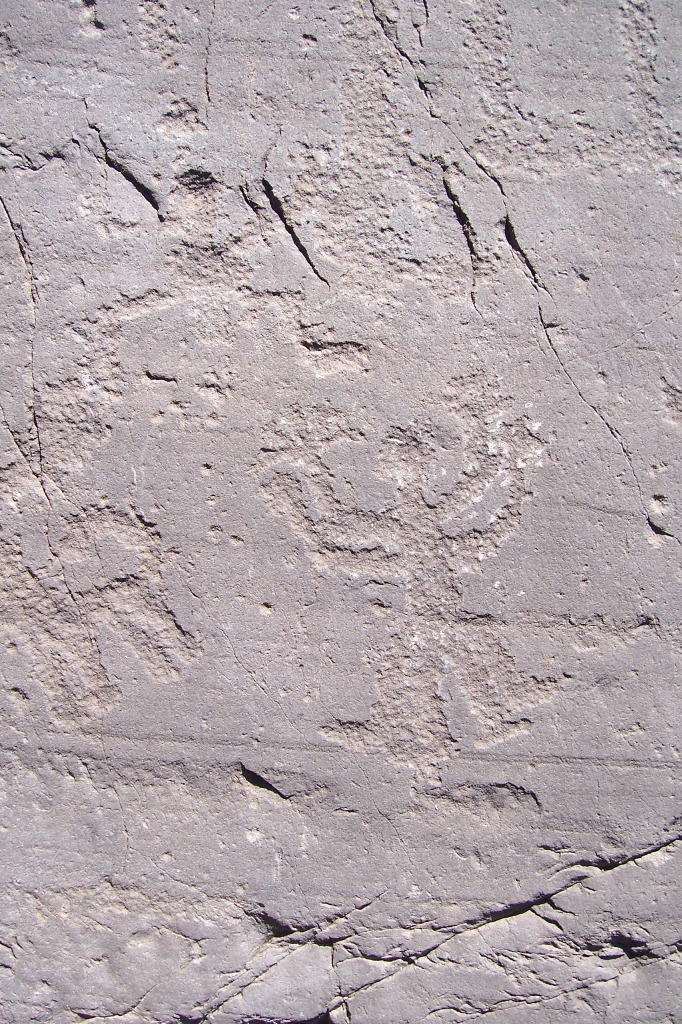
Scena di accoppiamento. Area di Foppe, R. 6
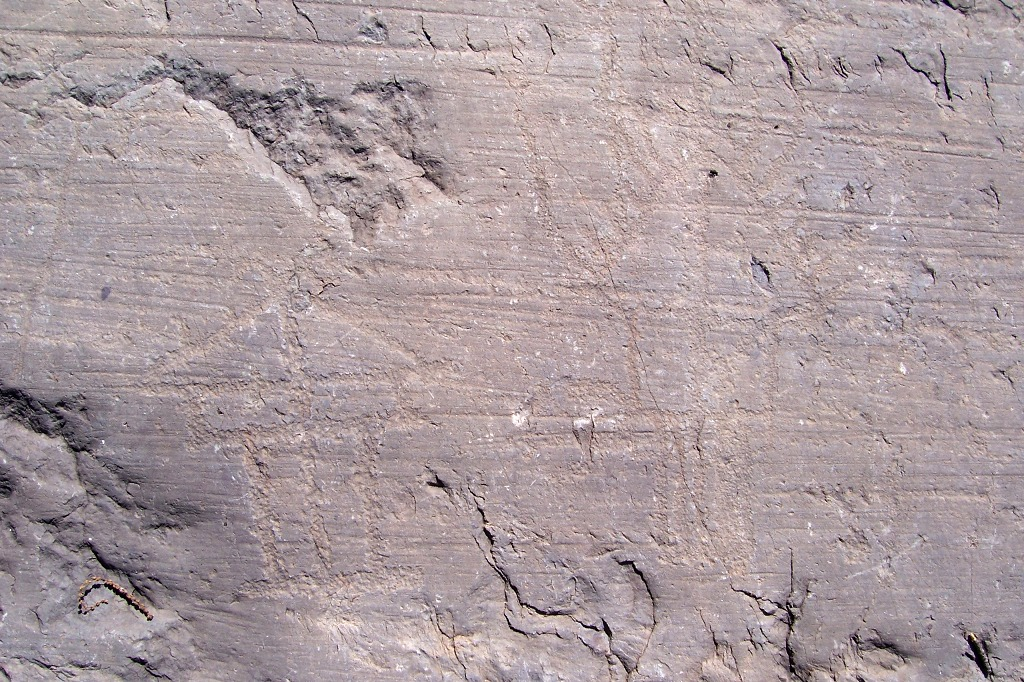
Figure di capanna. Area di Foppe, R. 6
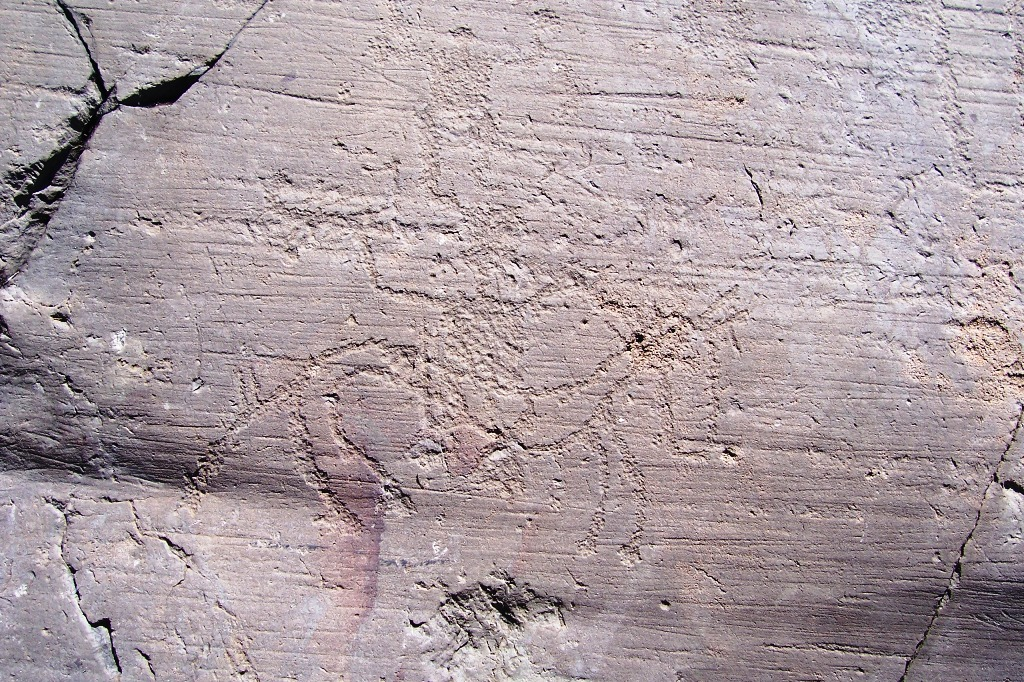
Cavaliere con cavallo in stile golasecchiano. Area di Foppe, R. 6
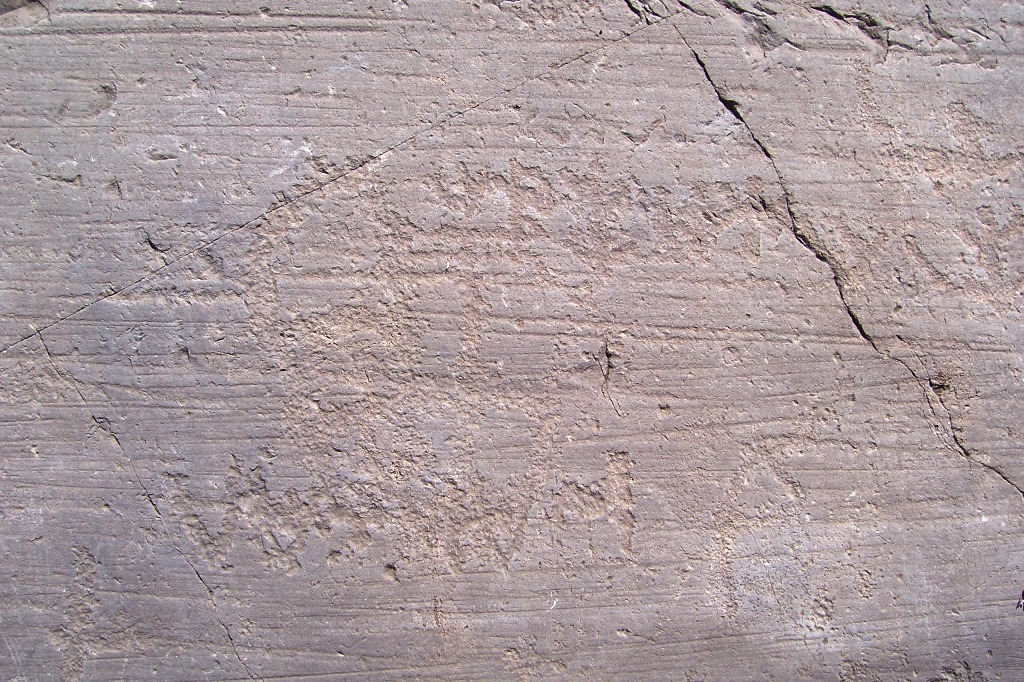
Iscrizione in alfabeto camuno. Area di Foppe, R. 6
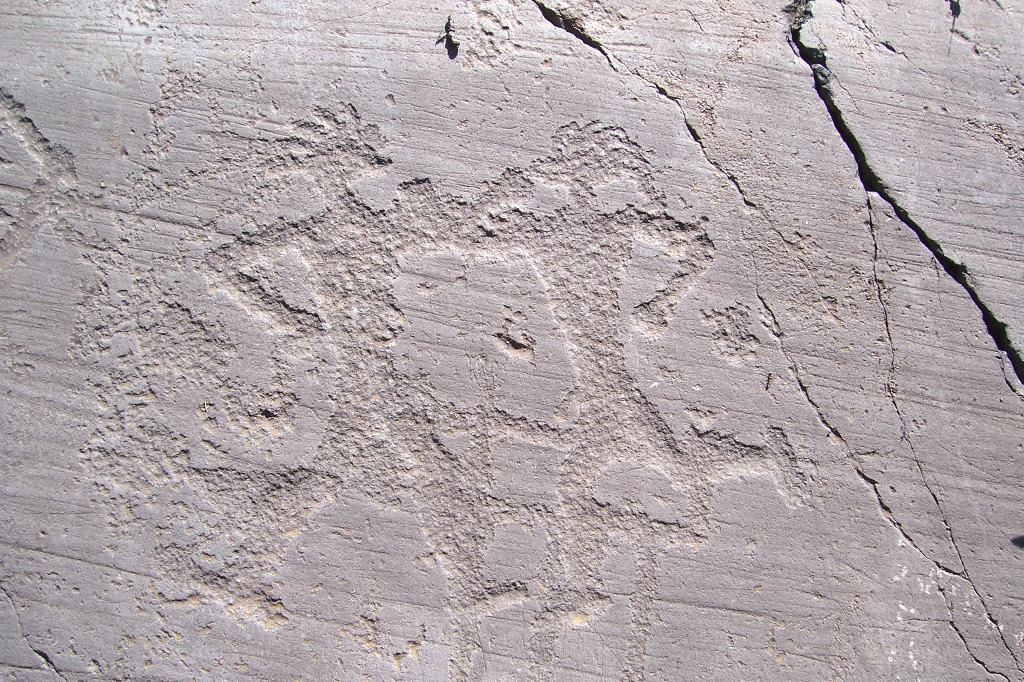
Scena di pugilato. Area di Foppe, R. 6
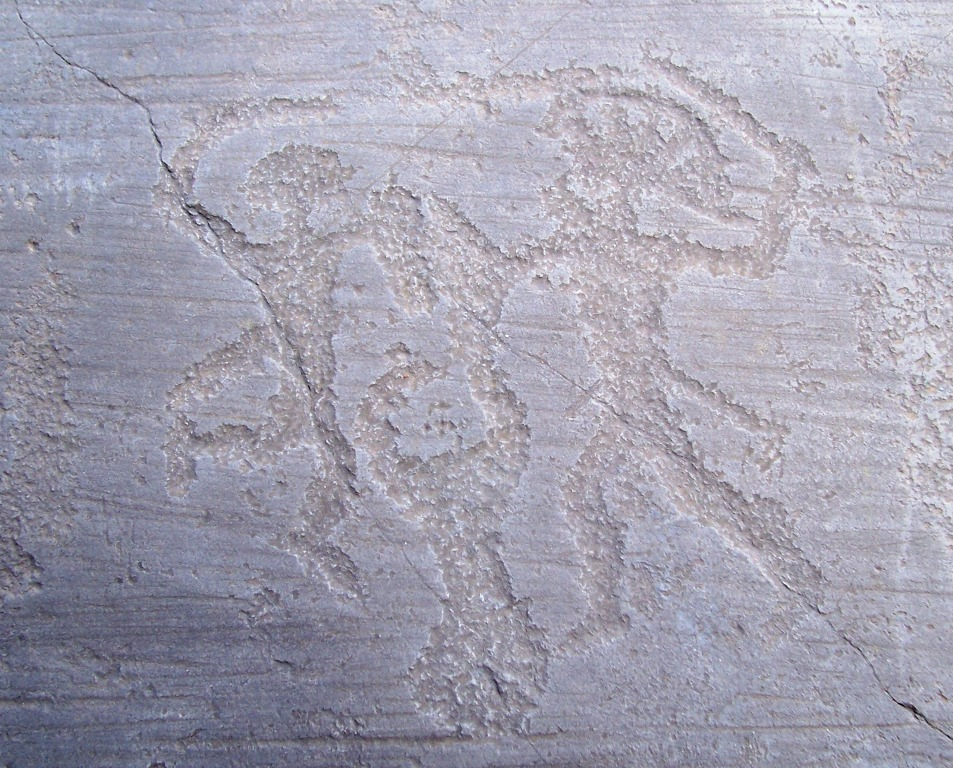
Scena di duello. Area di Foppe, R. 6
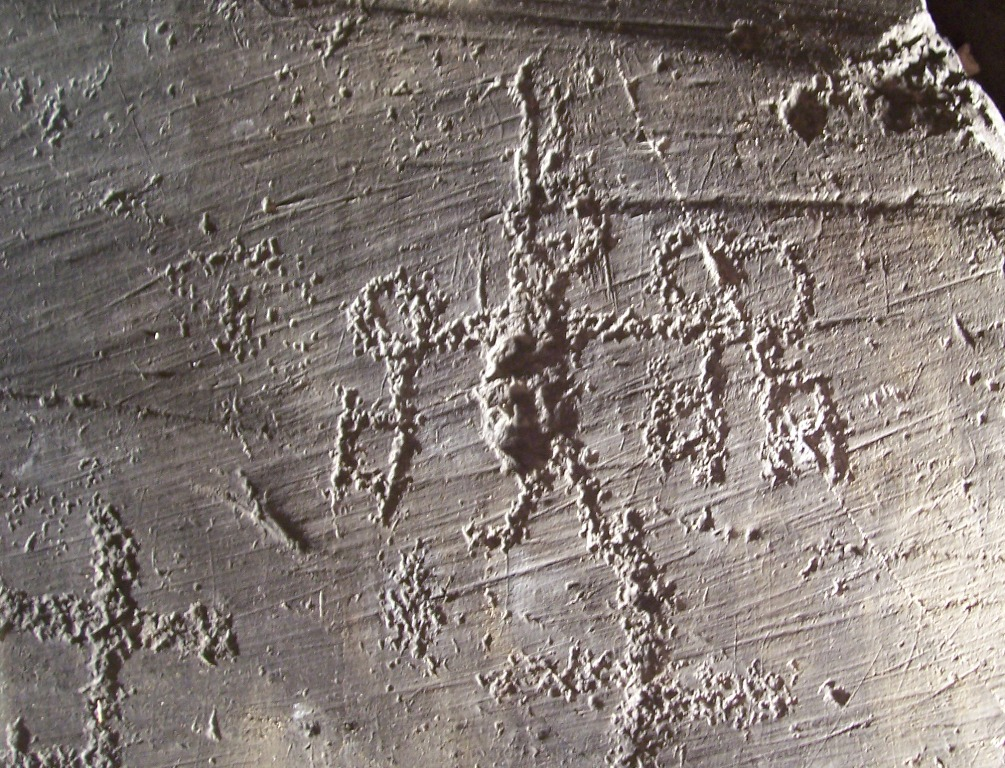
Figura umana con chiavi in mano. Area di Campanine, R. 6
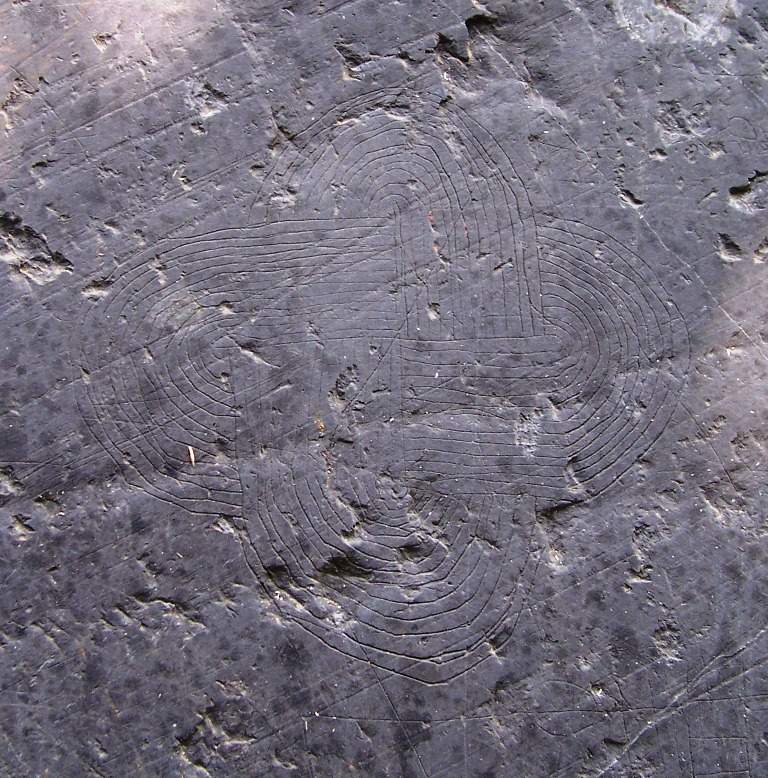
Nodo di Salomone. Area di Campanine, R. 6
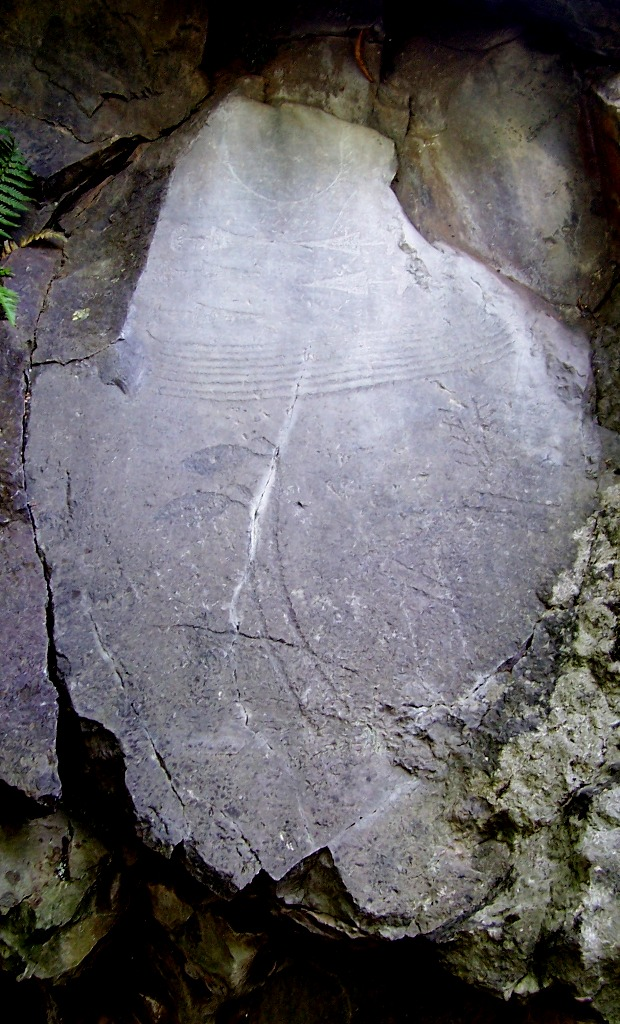
Il "Capitello dei due pini". Area di Plas, R. 1